# Phymodius ungulatus
Phymodius ungulatus är en kräftdjursart som först beskrevs av H. Milne Edwards 1834.  Phymodius ungulatus ingår i släktet Phymodius och familjen Xanthidae. Inga underarter finns listade i Catalogue of Life.